# کامیلا سمینو فاورو
کامیلا سمینو فاوْرو (ایتالیایی: Camilla Semino Favro؛ زادهٔ ۱۶ اوت ۱۹۸۶) بازیگر اهل ایتالیا است. وی در توره دل گرکو زاده شد اما در جنوآ رشد یافت و در میلان به «مدرسهٔ بازیگری» رفت و مدرک بازیگری خود را دریافت کرد.
از فیلم‌ها یا برنامه‌های تلویزیونی که وی در آن نقش داشته است، می‌توان به پدر ماتئو، خوشبختی فرارسیده است و مادر من اشاره کرد.